# Frederico Muianga
Frederico Muianga (11 de noviembre de 1993) es un deportista mozambiqueño que compitió en taekwondo. Ganó dos medallas de bronce en el Campeonato Africano de Taekwondo, en los años 2010 y 2012.

## Palmarés internacional
| Campeonato Africano | Campeonato Africano       | Campeonato Africano | Campeonato Africano |
| Año                 | Lugar                     | Medalla             | Categoría           |
| ------------------- | ------------------------- | ------------------- | ------------------- |
| 2010                | Trípoli (Libia)           | Medalla de bronce   | –54 kg              |
| 2012                | Antananarivo (Madagascar) | Medalla de bronce   | –58 kg              |